# Рачкове (Молодечненський район)
Рачкове (біл. вёска Рачкава) — село в складі Молодечненського району Мінської області, Білорусь. Село підпорядковане Полочанській сільській раді, розташоване в західній частині області.